# 기온 (교토시)

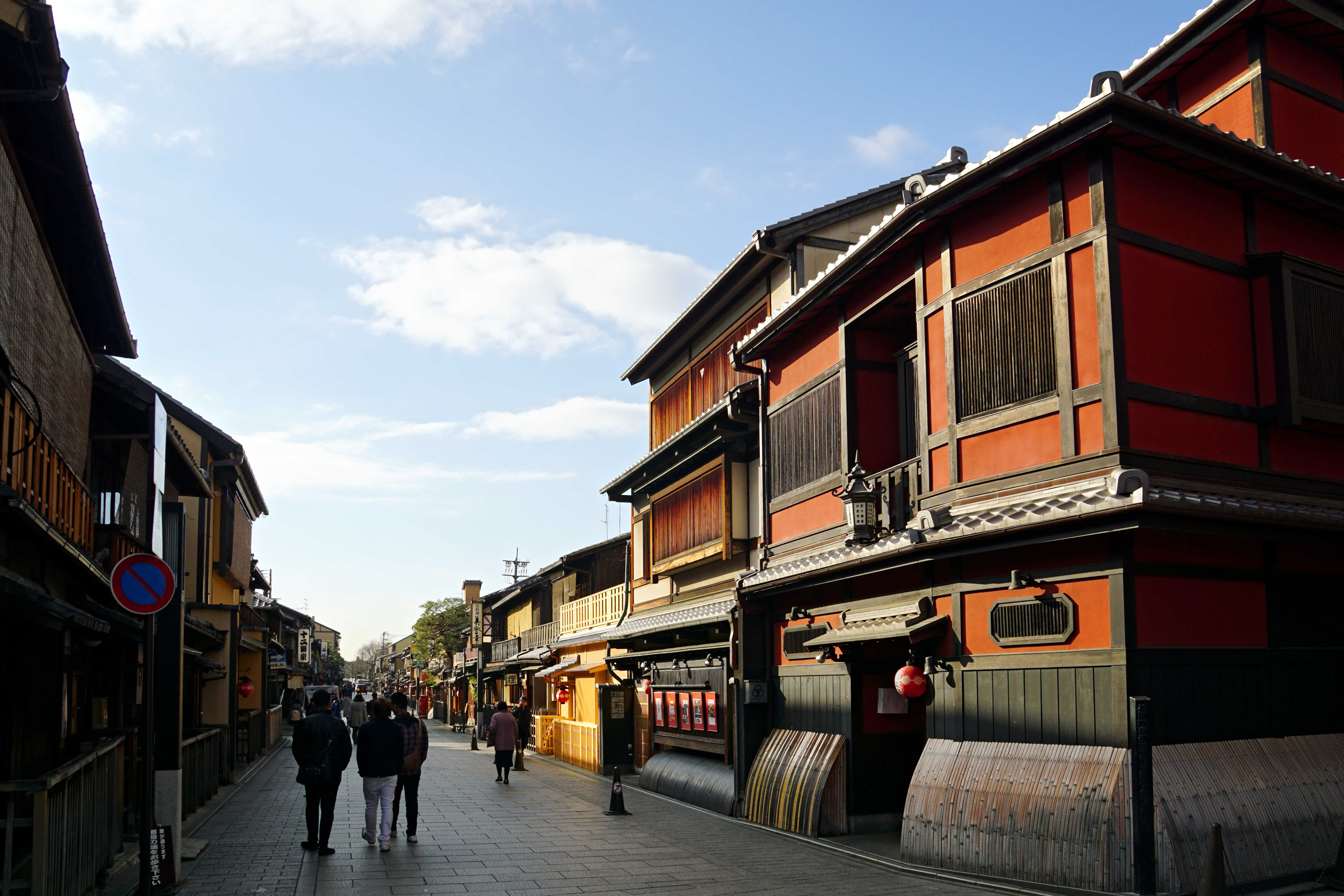
기온 거리

기온(일본어: 祇園 기온[*])은 교토부 교토시 히가시야마구에 위치한 유흥가이다. 일본의 센고쿠 시대에 개발됐고, 야사카 신사(기온 신사) 앞에 위치해 있다. 기온은 신사 참배객을 수용하기 위해서 건설됐다. 현재는 일본에서 게이샤로 유명한 동네로 발전했다. 기온이라는 단어는 제타바나(기온정사)와 관련이 있다.
기온의 게이샤는 게이코(芸子)라고 불린다. 게이샤라는 용어는 "예술인"을 의미하지만, 게이코는 게이샤 보다 "예술을 하는 여인"이라는 의미가 강하다.

## 갤러리

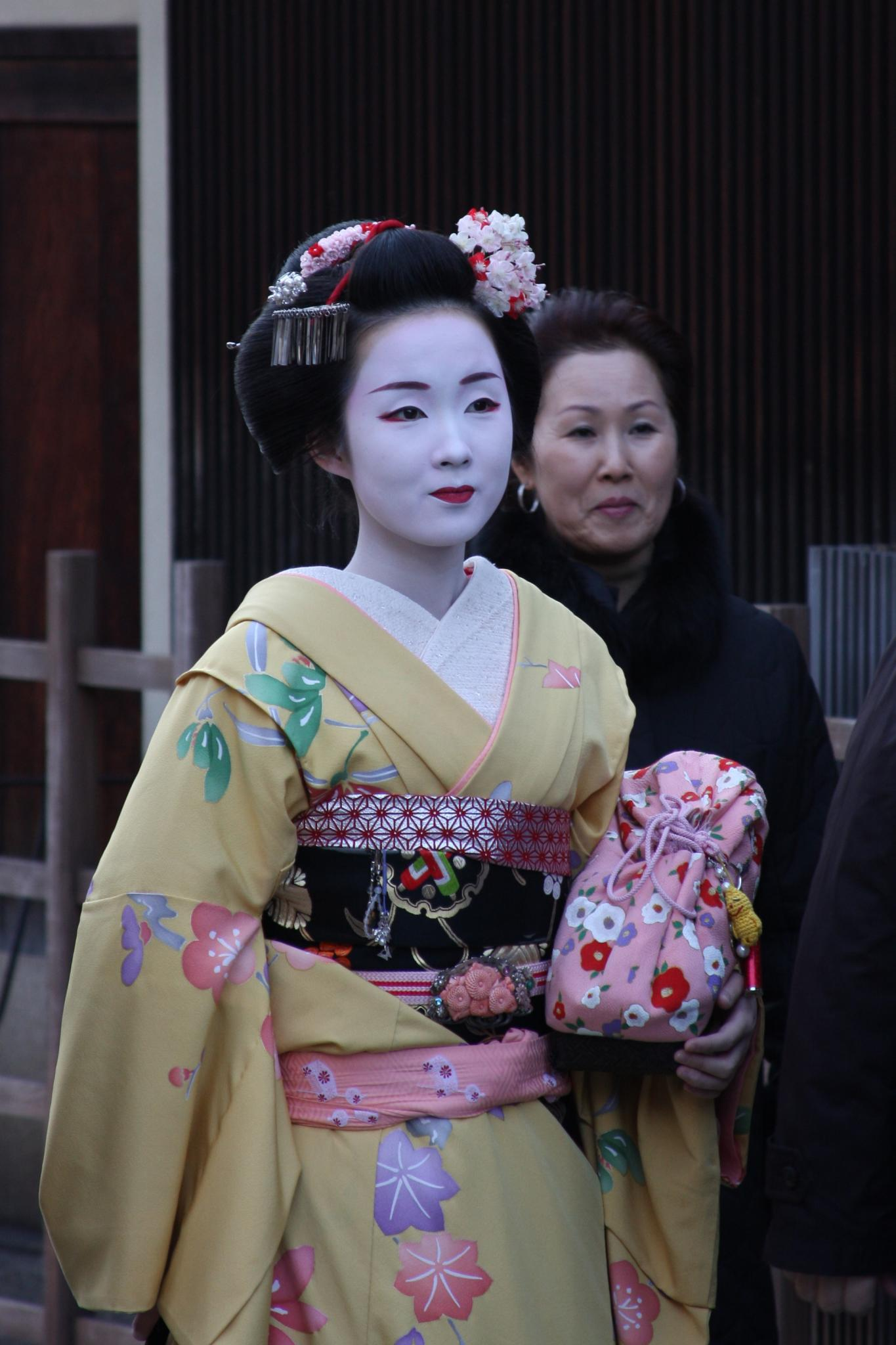
기온 거리의 마이코
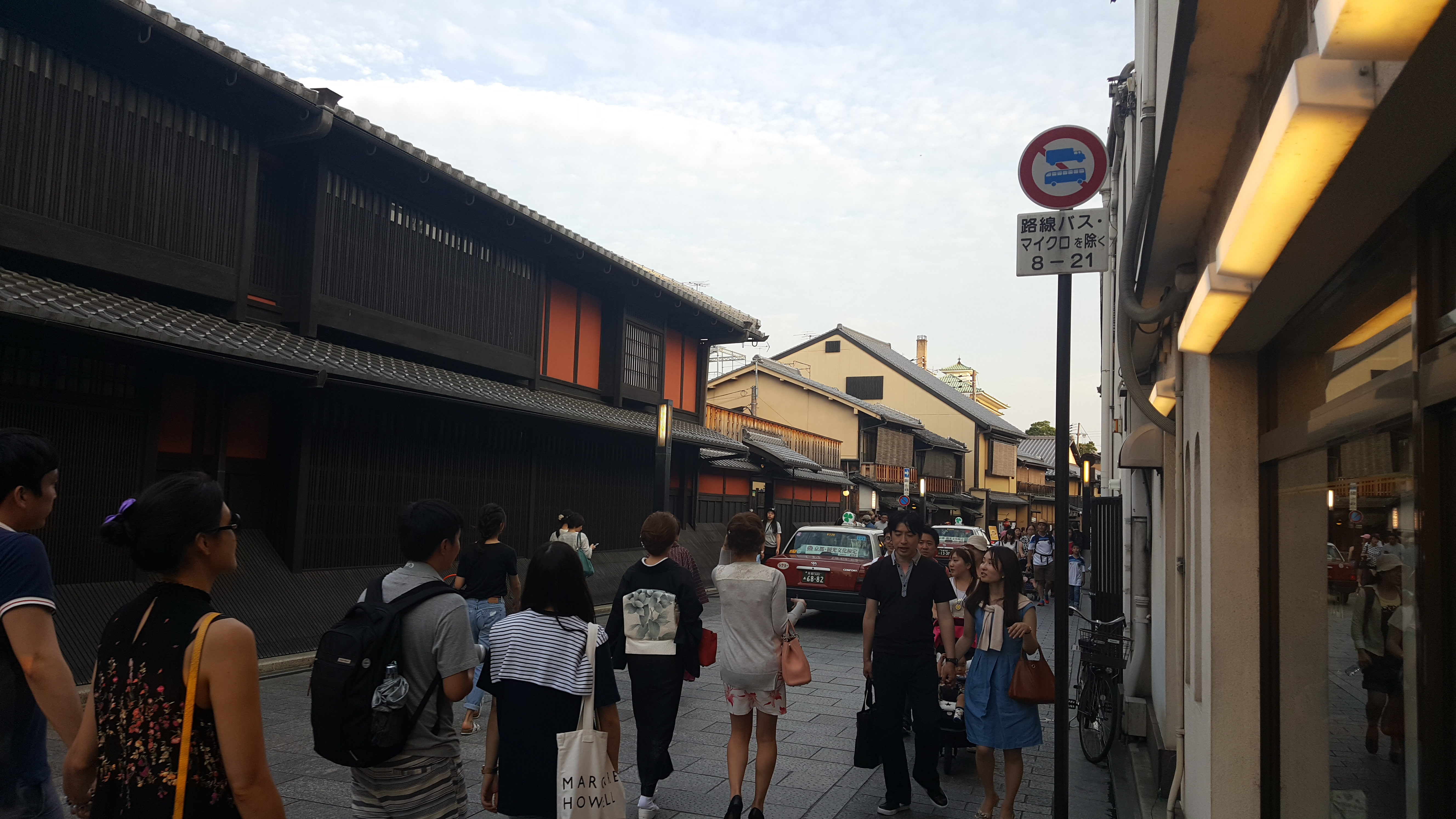
2016년 6월 기온, 하나미코지도리

## 같이 보기
- 가미히치켄
- 기온마쓰리